# Эберкромби, Роберт
Сэр Роберт Эберкромби (англ. Sir Robert Abercromby; 21 октября 1740 — 3 ноября 1827) — генерал Британской армии, губернатор Бомбея, главнокомандующий британскими войсками в Индии. Младший брат сэра Ральфа Эберкромби.

## Военная карьера
Вступив в армию в 1758 году, Эберкромби служил во время Франко-индейской войны (вплоть до 1763 года) и в 1761 году получил звание капитана. В 1773 году он был повышен до подполковника 37-го пехотного полка.
Повторно служил в Северной Америке в 1776—1783 годах. Во время войны за независимость США Эберкромби участвовал в сражениях на Лонг-Айленде, при Брендивайне, Джермантауне, Крукед Биллет, Монмуте и в осадах Чарльстона и Йорктауна, где он командовал левым крылом британских войск. После войны он был повышен до звания полковника.
С 1788 года Эберкромби служил в Индии, где в 1790 году стал губернатором (занимал пост с 21 января 1790 по 26 ноября 1792 года) и главнокомандующим в Бомбее. В том же году получил звание генерал-майора. После нескольких операций на Малабарском береге Эберкромби присоединился к лорду Корнуоллису, чтобы атаковать и нанести поражение Типу Султану в Серингапатаме в 1792 году. После отбытия лорда Корнуоллиса занял в октябре 1793 года пост главнокомандующего в Индии, одновременно, вплоть до февраля 1797 года, являясь членом Высшего совета. В 1794 году он нанёс поражение рохиллам при Батине в Рохилкханде.
В 1797 году он получил звание генерал-лейтенанта и был избран в 1798 году членом парламента от графства Клэкмэннэн вместо своего брата Ральфа, в 1801 году был назначен комендантом Эдинбургского замка. Эту должность он занимал вплоть до своей смерти. В 1802 году получил звание генерала. Его прогрессирующая слепота сделала для него невозможным дальше продолжать активную службу и вынудила его отказаться от своего места в парламенте в 1802 году.
Племянница Эберкромби вышла замуж за Джеймса Александра Холдейна, и генерал впоследствии приобрёл имение в Эйртрее, Стирлингшир, у брата Холдейна, Роберта Холдейна, который продал свои имения, чтобы принять участие в миссионерской работе в Индии. Сэр Роберт умер в своём владении в ноябре 1827 года. Его преемником стал племянник, лорд Эберкромби, сын его брата Ральфа.